# Zographus lineatus
Zographus lineatus là một loài bọ cánh cứng trong họ Cerambycidae.